# Коллегия адвокатов штата Калифорния
Коллегия адвокатов штата Калифорния (англ. State Bar of California) является официальным органом Калифорнии по лицензированию адвокатской деятельности. Она отвечает за допуск адвокатов к адвокатской практике, расследование жалоб на профессиональные нарушения, назначение соответствующих дисциплинарных мер, приём членских взносов от членов коллегии адвокатов и распределение финансов, выплачиваемых через трастовые счета адвокатов для финансирования некоммерческих юридических организаций. Она напрямую подчиняется Председателю коллегии который выбирается голосованием действующих членов коллегии, с согласованием законодательным собранием Калифорнии и губернатором Калифорнии. Все решения о допуске адвокатов принимаются по рекомендациям коллегии адвокатов штата.. Дисциплинарные дела адвокатов рассматриваются Офисом главного судебного советника коллегии адвокатов штата, который выступает в качестве прокурора в суде коллегии адвокатов штата Калифорния.
Адвокатура штата была юридически учреждена 29 июля 1927 года, когда вступил в силу Закон об адвокатуре штата. Адвокатура штата Калифорния является крупнейшей в США, насчитывая более 279 000 действительных членов по состоянию на ноябрь 2019 года, из которых более 192 000 находятся в активном статусе. Её штаб-квартира находится в Сан-Франциско, а филиал — в Лос-Анджелесе.
В момент своего создания Адвокатура штата была «единой» адвокатурой, в которой дисциплинарные функции и более традиционные функции «ассоциации адвокатов» были объединены в одно учреждение. В 2018—2019 годах Адвокатура штата была разделена на две организации: Адвокатура штата Калифорния стала самостоятельной государственной организацией с правоприменением через Суд адвокатов штата.
Новая организация, отделившаяся от Коллегии адвокатов штата Калифорния, стала Ассоциацией юристов Калифорнии (CLA) и взяла на себя некоторые функции, такие как образование, лоббирование и проведение ежегодных собраний. Членство в CLA является добровольным. Членство в Коллегии адвокатов штата Калифорния является обязательным для большинства практикующих юристов в Калифорнии (исключения составляют только очень специфические случаи). CLA является неправительственной организацией (Non-Governmental Organization).

## История Коллегии адвокатов штата Калифорния
Предшественником коллегии адвокатов штата была добровольная ассоциация адвокатов штата, известная как Калифорнийская ассоциация адвокатов (CBA). Лидером усилий по созданию интегрированной (официальной) адвокатуры был судья Иеремия Салливан, который впервые предложил эту концепцию на съезде Калифорнийской ассоциации адвокатов в Санта-Барбаре в сентябре 1917 года и предоставил ассоциации копию устава Квебека в качестве образца. 
На создание интегрированной адвокатуры в Калифорнии ушло почти десять лет. Салливан, который также был президентом Ассоциации адвокатов Сан-Франциско, организовал комитеты BASF для разработки и предложения соответствующего законодательства. Оба законопроекта, разработанные BASF, не прошли в законодательном собрании Калифорнии в 1919 и 1921 годах. В 1922 году Салливан наконец убедил CBA принять меры по его предложению; CBA разработала новый законопроект, лоббировала юристов и законодателей по всему штату, чтобы они поддержали его, и убедила легислатуру принять законопроект в 1925 году. Этот законопроект был заблокирован из-за карманного вето губернатора Френда Ричардсона.
После ещё двух лет лоббирования CBA повторила попытку. 16 марта 1927 года губернатор Клемент Янг подписал закон об адвокатуре штата. 12 мая 1927 года Верховный суд Калифорнии назначил Комиссию по адвокатуре штата, которая 30 июля 1927 года учредила адвокатуру штата Калифорния как действующую организацию с офисом на Калифорния-стрит, 519 в Сан-Франциско. Адвокатура штата немедленно разослала регистрационные формы (потребовав предварительный организационный взнос в размере 3 долларов США, как это требовалось Законом) всем калифорнийским адвокатам. Идентификационные номера присваивались каждому адвокату по мере регистрации; в частности, номер 1 присвоили председателю Верховного суда Уильяму Уэйсту.
К 1 октября 1927 года было зарегистрировано 7872 адвоката. Эти адвокаты затем голосовали по почте за первый Совет управляющих коллегии адвокатов штата. 17 ноября коллегия адвокатов штата провела предорганизационный ужин в отеле Palace в Сан-Франциско, а на следующий день состоялось официальное организационное собрание. К началу ужина зарегистрировались 9602 адвоката. На следующее утро, во время организационного собрания коллегии адвокатов штата, CBA уступила своему преемнику, свернув свои дела и прекратив существование.

### Современный статус государственной корпорации штата Калифорния
В 2018—2019 годах Калифорния присоединилась к большинству американских штатов, где действует интегрированная (обязательная) адвокатура, в которой общенациональная ассоциация адвокатов объединена с судебной системой и активное членство в ней необходимо для занятия юридической практикой. Статья 6, раздел 9 Конституции Калифорнии гласит:

Коллегия адвокатов штата Калифорния является государственной корпорацией. Каждое лицо, допущенное и имеющее лицензию на занятие юридической практикой в этом штате, является и должно быть членом Коллегии адвокатов штата, за исключением случаев, когда оно занимает должность судьи суда общей юрисдикции.
Оригинальный текст (англ.)The State Bar of California is a public corporation. Every person admitted and licensed to practice law in this State is and shall be a member of the State Bar except while holding office as a judge of a court of record.

Адвокатура штата действует в качестве административного органа Верховного суда Калифорнии в вопросах, касающихся приёма, регулирования и дисциплины адвокатов. Её структура, обязанности и полномочия подробно изложены в Законе об адвокатуре штата, разделах 6000—6238 Кодекса бизнеса и профессий, а также в собственных Правилах адвокатуры штата Калифорния и некоторых разделах Калифорнийских правил судопроизводства.
Как правило, занятие юридической практикой в штате Калифорния без членства в Коллегии адвокатов штата является преступлением — несанкционированной юридической практикой. Существуют ограниченные исключения, например, для патентных поверенных, которые ограничивают свою практику рассмотрением патентных заявок (т.е, процесс получения патента в Бюро по патентам и товарным знакам США); адвокаты, практикующие в областях права, регулируемых исключительно федеральным правительством (например, иммиграция) в соответствии с решением Верховного суда США от 1963 года, которое запрещает штатам ограничивать практику исключительно федеральных областей права; и адвокаты из других штатов, которые подали заявление в калифорнийские суды о временном допуске pro hac vice для работы над одним калифорнийским делом в сотрудничестве с членом коллегии адвокатов штата. Другие исключения включают положения для военнослужащих, размещённых со своими супругами в Калифорнии, и адвокатов, допущенных pro hac vice.
Примечательно, что Совет попечителей коллегии адвокатов штата больше не утверждается путём выборов членов коллегии. Вместо этого попечители теперь назначаются только Верховным судом Калифорнии, губернатором Калифорнии и членами законодательного собрания Калифорнии.

### 2017—2020: Отделение добровольных функций адвокатуры от дисциплинарных функций
2 октября 2017 года губернатор Джерри Браун подписал закон о сенатском законопроекте 36, автором которого была Ханна-Бет Джексон (демократ от Санта-Барбары). Законопроект помог формализовать разделение адвокатуры, возобновил обязательные взносы на два года и сократил число адвокатов в Попечительском совете Коллегии адвокатов штата Калифорния. 1 января 2018 года разделение стало официальным и была создана Ассоциация юристов Калифорнии. Эта ассоциация была создана для размещения 16 секций адвокатуры штата Калифорния, а также Ассоциации молодых юристов Калифорнии. Секции предоставляют недорогое непрерывное образование для адвокатов, которое требуется Коллегией адвокатов штата Калифорния. Секции также работают с законодателями над толкованием, изменением и предложением законодательства. Хотя адвокаты обязаны платить взносы в Коллегию адвокатов штата Калифорния, чтобы заниматься юридической практикой в штате, членство в секциях является добровольным.
В новом составе Адвокатура штата Калифорния больше не выполняет образовательные или лоббистские функции. Вместо этого она в основном предоставляет услуги членам, такие как сбор членских взносов, мониторинг счетов трастовых фондов адвокатов, сбор процентов с этих счетов для финансирования организаций, оказывающих юридическую помощь на безвозмездной основе и малоимущим, а также администрирование проводимого два раза в год экзамена для студентов-юристов. Коллегия адвокатов штата также работает с Верховным судом Калифорнии над рассмотрением и составлением Правил профессионального поведения, в соответствии с которыми должны вести себя все калифорнийские адвокаты.

## Процесс утверждения членства и сборов
Коллегия адвокатов штата Калифорния является одной из небольшого числа коллегий штата, чья структура членских взносов должна ежегодно утверждаться законодательным органом и губернатором. Без такого ежегодного утверждения она может взимать с калифорнийских адвокатов только $77 в год.
Политическая и лоббистская деятельность адвокатуры штата в сочетании с обязательным характером её взносов привела к тому, что Верховный суд США в 1990 году рассмотрел дело Келлер против адвокатуры штата Калифорния. Согласно решению Верховного суда, адвокаты, которые обязаны быть членами коллегии адвокатов штата, получили право по Первой поправке воздерживаться от субсидирования политической или идеологической деятельности организации.
В октябре 1997 года губернатор Пит Уилсон наложил вето на законопроект об утверждении пошлин на тот год. Он указал на то, что в Калифорнии самый высокий годовой взнос в стране — $478. Он также заявил, что коллегия адвокатов штата раздулась и стала неэффективной, и раскритиковал Конференцию делегатов за то, что она занимает позицию по политическим вопросам, вызывающим разногласия, таким как аборты. В результате, 26 июня 1998 года адвокатура штата была вынуждена уволить 500 из 700 сотрудников. В течение шести месяцев дисциплинарная система адвокатуры штата не функционировала. 3 декабря 1998 года Верховный суд Калифорнии единогласно постановил, что он имеет право наложить чрезвычайный ежегодный сбор в размере 171,44 доллара на всех адвокатов Калифорнии для финансирования дисциплинарной системы адвокатов. К тому времени количество нерассмотренных жалоб достигло 6000.
7 сентября 1999 года губернатор Грей Дэвис подписал законопроект, устанавливающий ежегодный взнос в Коллегию адвокатов штата в размере 395 долларов США, что положило конец кризису финансирования. С тех пор адвокатура штата провела ряд реформ для повышения эффективности своей деятельности. В 2002 году Адвокатура штата выделила Конференцию делегатов в отдельную добровольную организацию, которая теперь известна как Конференция коллегий адвокатов Калифорнии.
11 октября 2009 года губернатор Арнольд Шварценеггер наложил вето на законопроект об утверждении пошлин на 2010 год. В своем вето, сопровождавшем возвращение неподписанного законопроекта в законодательное собрание, он заявил, что, как и в 1997 году, адвокатура штата снова стала неэффективной, скандальной и чрезмерно политизированной.
В 2015 и 2016 годах Управление аудитора штата Калифорния установило, что Адвокатура штата была неэффективной и не смогла должным образом взаимодействовать с заинтересованными сторонами. Управление аудитора штата также установило, что фонд безопасности клиентов Адвокатуры штата завышал свои показатели, и что Адвокатура штата создала ненужную некоммерческую организацию, а затем использовала средства Адвокатуры штата для покрытия финансовых потерь некоммерческой организации. Адвокатура штата также изменила практику финансовой отчётности для фонда безопасности клиентов таким образом, чтобы скрыть требования, которые Адвокатура штата ожидает от фонда безопасности клиентов.
Ещё одно халатное упущение произошло в 2016 году, когда законодательный орган штата позволил своей сессии завершиться, не приняв законопроект, разрешающий адвокатуре взимать адвокатские гонорары в 2017 году.
Однако в 2019 году Адвокатура штата «разделилась» на две структуры, с новым попечительским советом, состоящим только из назначенцев. В конце 2019 года Попечительский совет одобрил первое ежегодное повышение взносов за более чем десять лет. Теперь ежегодные взносы составляют $544,00.

### Критерии приёма адвокатов
Решение о том, кого принимать в адвокатуру, принимается Комитетом экзаменаторов адвокатов и Управлением по приёму в адвокатуру в соответствии с процедурами, установленными в Законе об адвокатуре штата.
До появления юридических школ в США единственным способом стать адвокатом было «чтение» закона. Обычно это делалось путем чтения «Комментариев Блэкстоуна к законам Англии» в качестве учебника, а также путем стажировки у судьи или адвоката в течение установленного периода. Затем кандидата в адвокаты допрашивала коллегия судебных заседателей и принимала или отклоняла его кандидатуру в качестве сотрудника суда. В случае принятия кандидат принимал присягу адвоката.
В Калифорнии требуется два года высшего образования до начала изучения права. После получения предварительного высшего образования в Калифорнии существуют различные пути получения лицензии адвоката:
- Посещение юридической школы, аккредитованной Американской ассоциацией юристов[26] или одобренной Комитетом экзаменаторов адвокатов[27], и сдача экзамена на звание адвоката Калифорнии (бар-экзамен).
- Изучение права в течение как минимум четырёх лет путём:
  - посещения юридической школы, уполномоченной штатом Калифорния присуждать профессиональные степени, которая не аккредитована Американской ассоциацией юристов (ABA) или одобрена Коллегией юристов штата Калифорния (включая онлайновые юридические школы[англ.]) и сдачи экзамена на звание адвоката, или
  - участия в утверждённом курсе обучения в юридической конторе или в кабинете судьи и сдача экзамена на получение статуса адвоката («Программа обучения в юридическом офисе»; см. ниже).
- При наличии лицензии в другом штате США, сдать экзамен на звание адвоката в Калифорнии. Юристы, уже имеющие лицензию (и действующую в течение четырёх или более лет) в другой юрисдикции, могут отказаться от сдачи общей части экзамена[англ.] экзамена (Multistate Bar Examination, MBE).

Независимо от того, каким путём человек идёт к получению лицензии адвоката, большинство кандидатов в адвокаты проходят специальный частный курс подготовки к экзамену сразу после окончания юридической школы.
Для допуска к экзамену на звание адвоката в Калифорнии не требуется гражданство; человек может быть гражданином любой страны и быть допущенным к практике в Калифорнии. Для допуска к адвокатской практике не требуется никакая виза, включая «грин-карту». Однако для подачи заявления необходимо иметь номер социального страхования. Кандидаты могут подать прошение об исключении из последнего правила.
Потенциальные кандидаты также должны сдать Многоштатный экзамен по профессиональной ответственности и пройти проверку биографии, чтобы определить, обладает ли кандидат «хорошими моральными качествами», необходимыми для юридической практики в Калифорнии. Для получения лицензии на право заниматься юридической практикой в Калифорнии будущий кандидат должен получить «положительное заключение» в отношении проверки его «морального облика» в дополнение к выполнению всех других требований к образованию и сдаче экзаменов.

### Различные способы сдачи экзаменов

#### Обучение в аккредитованной юридической школе
Калифорния — один из нескольких штатов, где есть как аккредитованные, так и неаккредитованные Американской ассоциацией юристов юридические школы. Большинство будущих юристов, готовящихся к сдаче экзамена на степень адвоката в Калифорнии, посещают юридические школы, аккредитованные ABA или одобренные CBE. После получения степени J.D. в этих школах они имеют право сдавать экзамен на адвоката.

#### Обучение в неаккредитованной юридической школе
Студенты могут выбрать для получения лицензии адвоката юридические школы, которые не аккредитованы ABA и не утверждены Комитетом экзаменаторов адвокатов штата Калифорния. Студенты этих школ также должны сдать экзамен для студентов-юристов первого года обучения (FYLSE, известный в народе как «Baby Bar Examination») до получения зачёта за обучение на юридическом факультете. Студенты должны сдать FYLSE в течение трёх семестров после того, как они впервые получили право сдавать экзамен (что обычно происходит по окончании первого года обучения на юридическом факультете). Студент может сдать экзамен после первых трёх сессий, но такой студент получит зачёт только за первый год обучения на юридическом факультете; никакие курсы после первого года обучения не будут зачтены, если студент будет посещать дополнительные занятия в юридической школе и сдавать экзамен Baby Bar после этого.

#### Программа обучения в адвокатской конторе штата Калифорния
Программа обучения в адвокатской конторе штата Калифорния позволяет жителям Калифорнии стать калифорнийскими адвокатами, не заканчивая колледж или юридическую школу, при условии, что они удовлетворяют основным требованиям к доюридическому образованию. Если кандидат не имеет высшего образования, он может сдать экзамен по программе экзаменов уровня колледжа (CLEP). Кандидат в адвокаты должен обучаться у судьи или адвоката в течение четырёх лет, а также сдать экзамен Baby Bar в течение трёх попыток после получения права на его сдачу. После этого они имеют право сдавать экзамен на звание адвоката Калифорнии.

#### Экзамен для адвокатов за пределами штата
Лица, уже имеющие лицензию адвоката в других штатах, могут сдавать Калифорнийский адвокатский экзамен. При условии, что они уже сдали экзамен Multistate Bar Examination (MBE), они могут не сдавать эту часть экзамена California Bar Examination. Адвокаты, желающие не сдавать MBE, должны иметь четырёхлетний стаж хорошей репутации в своих местных юрисдикциях. Адвокаты, не имеющие требуемого стажа, сдают общий экзамен, как и большинство других претендентов.

### Экзамен Калифорнийской коллегии адвокатов
Калифорния проводит самый сложный в стране экзамен по адвокатуре дважды в год, в феврале и июле. Несколько известных адвокатов и политиков либо никогда не сдавали, либо сдали с трудом экзамен по адвокатуре в Калифорнии. Среди них выделяются бывший мэр Лос-Анджелеса, Антонио Вилларайгоса (выпускник народного юридического колледжа, который так и не сдал экзамен, провалившись четыре раза), профессор права Стэнфорда, Кэтлин Салливан (Юридический факультет Гарвардского университета), которая провалила экзамен в июле 2005 года, но сдала его со второй попытки в феврале 2006 года, губернатор Калифорнии и бывший генеральный прокурор, Джерри Браун (Йельская школа права, который провалил свою первую попытку, но сдал со второй попытки, и бывший губернатор Калифорнии, Пит Уилсон (Юридический факультет Калифорнийского университета в Беркли), который сдал с четвёртой попытки). Несдавшие экзамен кандидаты даже подавали в суд на Адвокатскую палату штата — безуспешно — на том основании, что экзамен является неоправданно трудным.
До июля 2017 года экзамен на звание адвоката в Калифорнии состоял из 18 часов, распределённых на три дня; единственным штатом США с более продолжительным экзаменом на звание адвоката была Луизиана — 21,5 часа. Законодательство Луизианы, в отличие от системы общего права остальных 49 штатов, частично основано на гражданском праве и является одним из немногих экзаменов без компонента множественного выбора. Начиная с июля 2017 года, Калифорнийский экзамен по праву перешёл на 2-дневный формат.
В настоящее время экзамен проверяет 13 различных предметных областей:
- Конституционное право[англ.] (федеральное)
- Договоры (общее право и Единообразный торговый кодекс США)
- Уголовное право и судопроизводство
- Доказательства (Федеральные правила доказывания[англ.] и Калифорнийский кодекс доказательств[англ.])
- Недвижимое имущество
- Ответственность за причинение вреда
- Завещания (законодательство Калифорнии)
- Трасты
- Гражданский процесс (Федеральные правила гражданского судопроизводства[англ.] и Гражданский процессуальный кодекс Калифорнии[англ.])
- Общественная собственность (законодательство Калифорнии)
- Профессиональная ответственность[англ.] (законодательство Калифорнии и Типовые правила профессионального поведения ABA)
- Корпоративное право (корпорации, агентства, все формы партнерств и общества с ограниченной ответственностью)
- Средства правовой защиты[англ.]

Письменная часть экзамена составляет 50 % от общего количества баллов и включает в себя 5 эссе и один 90-минутный исполнительский тест. Кандидаты, сдающие экзамен на звание адвоката в Калифорнии, не знают, какие из 13 предметов, перечисленных выше, будут проверяться в части экзамена, посвящённой эссе. В последние годы всё чаще в экзамен включаются один или несколько «перекрёстных» вопросов, которые проверяют кандидатов по нескольким предметам. Примеры эссе из прошлых экзаменов с образцами ответов можно найти на сайте коллегии адвокатов штата Калифорния.
Знание законов, специфичных для Калифорнии, требуется только в таких вопросах, как «Доказательства», «Гражданский процесс», «Завещания», «Общая собственность» и «Профессиональная ответственность»; по остальным темам применяются либо общие нормы общего права («законы экзамена для адвокатов»), либо федеральные законы. Начиная с июля 2007 года, кандидаты могут проходить тестирование по Кодексу доказательств Калифорнии и Гражданскому процессуальному кодексу Калифорнии в части эссе в дополнение к Федеральным правилам доказывания и Федеральным правилам гражданского судопроизводства.
Часть экзамена Multistate Bar Examination (MBE) составляет 50 % от общего количества баллов и представляет собой национальный экзамен из 200 вопросов с множественным выбором. Из 200 вопросов, только 175 вопросов оцениваются, а остальные 25 являются экспериментальными вопросами без оценки, которые используются для оценки их пригодности для будущих экзаменов. MBE охватывает только темы контрактов (включая продажу товаров в соответствии со статьей 2 Единого торгового кодекса), недвижимости, деликтов, конституционного права, уголовного права и процесса, Федеральных правил доказывания и Федеральных правил гражданского судопроизводства. Хотя в разделе «Эссе» экзамена также может проверяться одна или несколько из этих областей, раздел MBE посвящен именно этим предметам.
Местами проведения экзамена обычно являются крупные конференц-центры в Северной и Южной Калифорнии. Безопасность на экзамене жёсткая. Например, прокторов назначают на дежурство в туалетах на время всего экзамена, чтобы предотвратить обращение абитуриентов друг к другу за помощью. Кроме того, абитуриенты обязаны предоставить отпечатки пальцев, удостоверение личности с фотографией и образец почерка на месте проведения экзамена.
Общий процент успешно набравших проходные баллы на экзамене по адвокатуре обычно колеблется между 35 % и 55 % и всегда является самым низким в Соединённых Штатах. В октябре 2017 года Верховный суд Калифорнии пересмотрел проходной балл на экзамене по адвокатуре в Калифорнии, после того как различные юридические школы настоятельно попросили его снизить. После пересмотра Верховный суд Калифорнии сначала отказался снизить проходной балл, оставив его без изменений. Наконец, в 2020 году Верховный суд Калифорнии принял решение снизить проходной балл, начиная с октябрьского экзамена 2020 года и далее на неопределенный срок. Это изменение было сделано не только в свете пандемии COVID-19, но и с учётом пересмотра, проведенного в 2017 году. Проходной балл снизился с прежнего требования 1440 до 1390.
Самый низкий процент успешной сдачи экзамена был зафиксирован в феврале 2020 года, когда экзамен сдали 26,8 % экзаменуемых. Среди тех, кто впервые сдаёт экзамен на получение статуса адвоката в Калифорнии, успешно сдают его около 60 %. Если рассматривать только выпускников школ, одобренных ABA, то в среднем за 2003—2006 годы успешно сдали экзамен 54,5 %, что на 8,9 % ниже, чем во Флориде, следующей по величине юрисдикции. Общий процент набравших проходные баллы на экзамене на получение статуса адвоката в Калифорнии в июле 2018 года составил 40,7 %.

#### Обнародование данных об экзаменах на звание адвоката штата в 2019 году
В начале июля 2019 года сотрудники коллегии адвокатов штата предоставили нескольким высокопоставленным деканам юридических школ список тестовых вопросов, которые будут заданы на экзамене для адвокатов через несколько недель. Некоторые из этих деканов преждевременно поделились этим списком со своими студентами. Узнав, что некоторые школы располагают этой информацией, а другие — нет, коллегия адвокатов штата решила опубликовать сокращённый список для всех сдающих экзамен, несмотря на разницу во времени, которое одни студенты имели на подготовку, а другие — нет. В отчёте, опубликованном Судебным советом Калифорнии, был сделан вывод о том, что публикация была непреднамеренной «человеческой ошибкой», но имена сотрудников коллегии адвокатов штата, ответственных за ошибку, были отредактированы.

### Допуск иммигрантов без документов
1 февраля 2014 года Серхио Гарсия, иммигрант без документов, был приведён к присяге в качестве члена коллегии адвокатов штата Калифорния, что сделало его первым в стране иммигрантом без документов, ставшим адвокатом. Принятие в коллегию произошло почти через месяц после того, как Верховный суд штата постановил, что иммигранты без документов не автоматически лишаются права получать лицензию на адвокатскую деятельность в штате. Согласно этому решению, а также закону, подписанному губернатором Брауном и вступившему в силу 1 января 2014 года (чтобы воспользоваться конкретным положением Закона о личной ответственности и возможностях трудоустройства, о котором шла речь в устном споре в Верховном суде штата), Гарсия был принят в коллегию адвокатов штата. Гарсия был привезён в США в детстве и, согласно выводам суда, остался без документов не по своей вине. Он вырос в Северной Калифорнии, окончил колледж и юридическую школу. Он сдал экзамен на звание адвоката штата Калифорния с первой попытки и убедил Комитет экзаменаторов адвокатов в своих хороших моральных качествах.

### Правила профессиональной ответственности в Калифорнии

#### Кодексы и правила до 2018 года
До 1 ноября 2018 года Калифорния была единственным штатом, который не использовал ни один из сводов правил профессиональной ответственности, разработанных Американской ассоциацией юристов. С 2001 по 2014 год Комиссия по пересмотру правил профессионального поведения адвокатов штата Калифорния работала над комплексным пересмотром калифорнийских правил, целью которого было, в частности, преобразовать их в сильно изменённую, локализованную версию Типовых правил. То есть, результат должен был выглядеть как Типовые правила, но с соответствующими изменениями для сохранения сути существующих калифорнийских правил, которые лучше отражают местные законы и обычаи.
Однако Комиссия продвигалась вперёд очень медленно, просто потому, что между калифорнийскими правилами и Типовыми правилами существует очень много существенных и структурных различий. Наконец, в 2010 году Комиссия завершила почти все изменения, и Совет управляющих адвокатов штата (позже переименованный в Совет попечителей) ратифицировал их в июле и сентябре того же года. Однако предложенные изменения не могли вступить в силу до тех пор, пока их не утвердил Верховный суд Калифорнии. По состоянию на 2014 год 11 из 67 предложенных правил были окончательно доработаны и представлены на утверждение суда.
19 сентября 2014 года по причинам, которые не были полностью объяснены, Верховный суд Калифорнии неожиданно вернул адвокатуре штата все предложенные пересмотренные правила, которые были представлены на его рассмотрение. Письмо суда предписывало адвокатуре штата начать процесс заново с новой комиссией и представить новый набор пересмотренных правил к 31 марта 2017 года.

#### Изменения от 1 ноября 2018 года
1 ноября 2018 года Калифорния приняла новую модель кодекса, в основном основанную на типовых правилах ABA, за некоторыми исключениями. Законодательство о профессиональной ответственности в Калифорнии по-прежнему разделено между разделом 6068 Кодекса бизнеса и профессий Калифорнии (уставные обязанности адвоката), Правилами профессионального поведения Калифорнии (CRPC) и рядом некодифицированных дел. Ряд нововведений в законодательстве о профессиональной ответственности возникли в Калифорнии впервые, например, консультация Cumis.
Из всех американских штатов Калифорния налагает на своих адвокатов одну из самых строгих обязанностей по соблюдению конфиденциальности. До 2004 года не было никаких исключений из этой обязанности, когда в раздел 6068 Кодекса бизнеса и профессий были внесены поправки, добавляющие единственное исключение по усмотрению адвоката для предотвращения неминуемой смерти или серьёзных телесных повреждений. Поправка была заимствована из Типовых правил профессионального поведения ABA

### Адвокатская дисциплина
После разделения адвокатуры Верховный суд Калифорнии управляет собственным Судом адвокатов штата, укомплектованным судьями, которые специализируются на рассмотрении только дел о профессиональной ответственности на постоянной основе (то есть это является их основной должностной функцией). В большинстве других юрисдикций для рассмотрения таких дел либо назначаются специальные мастера, либо действуют дисциплинарные комиссии или советы, которые работают неполный рабочий день и проводят относительно неформальные слушания.
Жалобы на адвокатов расследуются и рассматриваются Офисом главного судебного адвоката коллегии адвокатов штата. Согласно Закону об адвокатуре штата, после получения жалобы коллегия может решить, начинать ли расследование. Если адвокатура обнаружит достаточные доказательства неправомерного поведения, решит, что у неё есть основания, и примет решение о наложении дисциплинарного взыскания, она имеет право возбудить дело против обвиняемых адвокатов либо в Верховном суде Калифорнии, либо в суде коллегии адвокатов штата. Коллегия адвокатов штата считает, что она может отказаться рассматривать жалобы, поданные не судьёй, который рассматривал дело, связанное с жалобой.
Жалобы на профессиональные проступки обычно сначала рассматриваются в отделе слушаний суда адвокатов штата. Если адвокат не согласен с решением, он может подать апелляцию в Департамент по рассмотрению жалоб Суда адвокатов штата, а оттуда — в Верховный суд штата. Хотя решения Суда адвокатов штата формально являются лишь рекомендациями, это различие в значительной степени академическое. Несоблюдение условий, наложенных в рамках любой формы более мягкого дисциплинарного взыскания, но не лишения лицензии, само по себе может привести к рекомендации о лишении лицензии, которая практически всегда утверждается, поскольку к этому моменту несоблюдение адвокатом Закона об адвокатуре штата будет четко установлено.
В феврале 2012 года Джон Б. Стритер, президент Адвокатской палаты штата, сказал:

Наша роль примерно аналогична роли уголовного прокурора. Профессиональная дисциплина адвокатов — это не наказание. В течение многих лет [Адвокатура штата] имела огромное отставание … в среднем около 1600—1900 незавершённых расследований…. Любое отставание, тем более такого масштаба, подрывает доверие к нам со стороны общественности…. Только адвокаты-нарушители, заслуживающие дисциплинарного взыскания, выигрывают от задержек….
Оригинальный текст (англ.)Our role is roughly analogous to that of a criminal prosecutor…. The professional discipline of attorneys is not about punishment. For years, [the State Bar] has carried an enormous backlog …averaging some 1,600-1,900 uncompleted investigations …. Any backlog—much less one of this magnitude—undermines our credibility with the public …. Only offending lawyers deserving of discipline benefit from delay…
— 

## Услуги адвокатов-членов
Коллегия адвокатов штата предоставляет некоторые услуги членам. Центр обслуживания членов, который поддерживает актуальность личной информации членов, рассылает ежегодные выписки о взносах, собирает взносы и рассылает ежегодные членские карточки. Адвокатура штата также предлагает CalBar Connect — веб-сайт, на котором перечислены сторонние поставщики, которые в настоящее время предлагают скидки членам Адвокатуры штата (а также все соответствующие коды скидок).
Департамент юридической специализации под руководством Совета по юридической специализации официально сертифицирует юридических специалистов в 11 различных областях практики. Впервые о нём было объявлено в феврале 1971 года как о первой подобной программе в Соединённых Штатах. Программа начала действовать в 1973 году, и первоначально были доступны три области практики: компенсация работникам, уголовное право и налоговое право.
Программа минимального непрерывного юридического образования, запущенная в 1990 году, сертифицирует провайдеров непрерывного юридического образования и обеспечивает соблюдение требований MCLE (в настоящее время 25 часов каждые три года) путём выборочных проверок.
Программа помощи юристам, созданная в 2002 году, помогает юристам с проблемами психического здоровья и злоупотребления алкоголем и наркотиками. Однако эта программа помощи была выделена в отдельную организацию в 2021 году.
Программа обязательного арбитража гонораров, созданная в 1978 году, разрешает споры между адвокатами и клиентами по поводу гонораров адвокатов. Она является добровольной для клиентов, но обязательной для адвокатов, если этого требует клиент.

## Другие обязанности адвокатуры, оставшиеся после разделения коллегии адвокатов в 2019 году
Помимо дисциплинарных функций, адвокатура штата выполняет ещё несколько недисциплинарных функций:
- Комитет по оценке кандидатов в судьи[59], который проводит конфиденциальную оценку лиц, определённых губернатором в качестве кандидатов на должность судьи, и выдаёт оценку «исключительно высокая квалификация», «высокая квалификация», «квалификация» или «не квалификация».
- Офис адвокатов штата по вопросам доступа и инклюзивности сертифицирует адвокатские справочные службы, выполняет стратегические задачи по диверсификации профессии.
- Адвокатура штата также продолжает поддерживать и обслуживать Комиссию трастового фонда юридических услуг. В 2020 году Адвокатура штата собрала более 55 миллионов долларов США от процентных выплат IOLTA, полученных с трастовых счетов частных адвокатов[60]. Затем Адвокатура штата предоставляет эти средства более чем девяноста некоммерческим организациям, предоставляющим юридические услуги калифорнийцам с низким уровнем дохода. Этот проект контролируется и финансируется программой штата «Проценты по трастовым счетам адвокатов[англ.]», Equal Access Fund и Justice Gap Fund, которые управляются адвокатурой штата и поддерживают усилия по поощрению и координации безвозмездного представительства[61].
- Комиссия по фонду безопасности клиентов адвокатуры штата управляет Фондом безопасности клиентов, который обеспечивает компенсацию клиентам, чьи адвокаты совершили против них определённые виды преступлений, например, кражу или растрату[62].

## Противоречия, связанные с деятельностью исполнительного директора, Джозефа Данна
13 ноября 2014 года Коллегия адвокатов штата опубликовала заявление о том, что бывший сенатор штата, Джозеф Данн, был уволен с должности исполнительного директора по решению Попечительского совета. В тот же день Данн подал иск против Коллегии адвокатов штата, оспаривая увольнение, поскольку он раскрыл злоупотребления и «вопиющие нарушения». Коллегия адвокатов штата опровергла обвинения Данна, заявив, что «Коллегия получила жалобу от высокопоставленного сотрудника, в которой содержались серьёзные, широкомасштабные обвинения в отношении Данна и некоторых сотрудников коллегии адвокатов штата». В итоге иск был передан в арбитраж, и в марте 2017 года арбитр отклонил претензии Данна и оправдал коллегию адвокатов штата за его увольнение.